# نصرة (كفر الشيخ)
قرية نصره هي إحدى القرى التابعة لمركز كفر الشيخ في محافظة كفر الشيخ في جمهورية مصر العربية. حسب إحصاءات سنة 2006، بلغ إجمالي السكان في نصرة 8456 نسمة، منهم 4281 رجل و4175 امرأة.

## التاريخ
قرية نصرة من القرى القديمة، واسمها الأصلي وقت الفتح الإسلامي لمصر بر نسرت (بالإنجليزية: Per nesrt)‏، وقد وردت باسم محلة نصرية في أعمال الغربية ضمن قرى الروك الصلاحي التي أحصاها ابن مماتي في كتاب قوانين الدواوين، كما وردت باسم نصرية في أعمال الغربية ضمن قرى الروك الناصري التي أحصاها ابن الجيعان في كتاب «التحفة السنية بأسماء البلاد المصرية». وفي العصر العثماني كان اسمها في تربيع سنة 933هـ/1527م الذي أجراه الوالي العثماني سليمان باشا الخادم في عصر السلطان العثماني سليمان القانوني نصرية ضمن قرى ولاية الغربية، وفي تاريخ 1228هـ/1813م الذي عدّ قرى مصر بعد المسح الذي قام به محمد علي باشا باسم نصرة ضمن قرى مديرية الغربية.